# Gagadon
Gagadon ("diente de Gaga") es un género extinto de Artiodactyla que vivió durante el Eoceno inferior en América del Norte. La especie tipo y única especie conocida Gagadon minimonstrum fue descrita en 2014 a partir de fragmentos de dientes y maxilar inferiores encontrados en la formación de Wasatch, en Bitter Creek (Wyoming). Su nombre genérico es en honor de la cantante Lady Gaga, mientras que su nombre específico, minimonstrum ('mini monstruo') se refiere a su tamaño pequeño y la presencia de cúspides inusuales en los dientes, así como a que la cantante llama a sus fanes "pequeños monstruos" .